# Ultratenuipalpus quadrisetosus
Ultratenuipalpus quadrisetosus är en spindeldjursart som först beskrevs av Lawrence 1940.  Ultratenuipalpus quadrisetosus ingår i släktet Ultratenuipalpus och familjen Tenuipalpidae. Inga underarter finns listade i Catalogue of Life.